# Alla Alexandrowna Kudrjawzewa
Alla Alexandrowna Kudrjawzewa (russisch А́лла Алекса́ндровна Кудря́вцева; engl. Transkription Alla Kudryavtseva; * 3. November 1987 in Moskau, Sowjetunion) ist eine ehemalige russische Tennisspielerin.

## Karriere
Kudrjawzewa begann im Alter von sieben Jahren mit dem Tennissport. Ihr Lieblingsbelag ist laut WTA-Profil der Hartplatz.
2003 hatte sie ihre ersten Auftritte bei ITF-Turnieren. 2004 gab sie in Moskau als Qualifikantin ihren Einstand auf der WTA Tour. Im Jahr 2010 hatte sie ihren einzigen Einsatz für die russische Fed-Cup-Mannschaft; bei der 2:3-Niederlage gegen die USA im Halbfinale der World Group verlor sie sowohl ihr Einzel als auch ihr Doppel.
Sie spielte 2007 bei den Australian Open ihr erstes Grand-Slam-Turnier. Nach ihrem Erstrundensieg über Emma Laine (4:6, 6:2, 9:7) unterlag sie in Runde zwei Martina Hingis mit 2:6 und 2:6.
Bei den French Open besiegte sie in der zweiten Runde die an Nummer 29 gesetzte Gisela Dulko mit 7:5, 1:6, 8:6. Ihr Drittrundenmatch gegen ihre an Nummer 2 gesetzte Landsfrau Marija Scharapowa verlor sie mit 1:6 und 4:6.
Für eine große Überraschung sorgte Kudrjawzewa 2008 in der zweiten Runde von Wimbledon, als sie die auch hier an 2 gesetzte Scharapowa mit 6:2, 6:4 besiegen konnte. 2009 kassierte sie an gleicher Stelle eine Erstrundenniederlage gegen die an Nummer 4 gesetzte Jelena Dementjewa.
2010 erreichte sie bei den Australian Open und in Wimbledon jeweils die zweite Runde. In Taschkent gewann sie mit einem Endspielsieg über Jelena Wesnina ihren bislang einzigen WTA-Titel im Einzel. 2012 erzielte sie in Melbourne ihr bestes Resultat bei einem Grand-Slam-Turnier, als sie beim Doppelturnier der Australian Open ins Viertelfinale vorstieß.
Mit ihren Doppeltiteln Nummer 6 und 7 Anfang 2014 in Brisbane und Dubai sowie einem Semifinale in Charleston verbesserte sie sich im April 2014 auf Platz 20 der Doppel-Weltrangliste. Nach dem Viertelfinaleinzug in Wimbledon und ihrer Finalteilnahme in Cincinnati erzielte sie im September 2014 mit Position 15 ihre Bestmarke.
Anfang November 2021 beendete sie ihre Karriere.

## Turniersiege

### Einzel
| Nr. | Datum              | Turnier    | Kategorie         | Belag     | Finalgegnerin      | Ergebnis       |
| --- | ------------------ | ---------- | ----------------- | --------- | ------------------ | -------------- |
| 1.  | 4. September 2005  | Balashikha | ITF $25.000       | Sand      | Wassilissa Bardina | 2:6, 7:5, 6:4  |
| 2.  | 25. September 2010 | Taschkent  | WTA International | Hartplatz | Jelena Wesnina     | 6:4, 6:4       |
| 3.  | 26. Januar 2013    | Eilat      | ITF $10.000       | Hartplatz | Raluca Olaru       | 6:74, 6:3, 6:2 |

### Doppel
| Nr. | Datum              | Turnier                    | Kategorie         | Belag             | Partnerin                    | Finalgegnerinnen                           | Ergebnis          |
| --- | ------------------ | -------------------------- | ----------------- | ----------------- | ---------------------------- | ------------------------------------------ | ----------------- |
| 1.  | 7. März 2004       | Melilla                    | ITF $10.000       | Hartplatz         | Nina Brattschikowa           | Anastasia Dwornikowa Iryna Nossenko        | 7:5, 6:3          |
| 2.  | 17. April 2004     | Bol                        | ITF $10.000       | Sand              | Anna Bastrikova              | Wiktoryja Asaranka Wolha Hawarzowa         | 6:4, 6:1          |
| 3.  | 5. März 2006       | Las Palmas de Gran Canaria | ITF $25.000       | Hartplatz         | Nina Brattschikowa           | Karolina Kosińska Alicja Rosolska          | 6:1, 6:3          |
| 4.  | 12. März 2006      | Telde                      | ITF $25.000       | Sand              | Nina Brattschikowa           | Sara Errani Giulia Gabba                   | 6:1, 6:1          |
| 5.  | 20. Mai 2006       | Saint Gaudens              | ITF $50.000       | Sand              | Ivana Abramovic              | Maria-Jose Argeri Leticia Sobral           | 6:2, 6:0          |
| 6.  | 11. November 2006  | Shenzhen                   | ITF $50.000       | Hartplatz         | Hsieh Su-wei                 | Oqgul Omonmurodova Iroda Toʻlaganova       | 2:0 Aufgabe       |
| 7.  | 23. September 2007 | Kalkutta                   | WTA Tier III      | Hartplatz         | Vania King                   | Alberta Brianti Marija Korytzewa           | 6:1, 6:4          |
| 8.  | 10. November 2007  | Minsk                      | ITF $15.000       | Hartplatz (Halle) | Anastassija Pawljutschenkowa | Jekaterina Lopes Wesna Dolonz              | 6:0, 6:2          |
| 9.  | 24. November 2007  | Poitiers                   | ITF $100.000      | Hartplatz (Halle) | Anastassija Pawljutschenkowa | Klaudia Jans-Ignacik Alicja Rosolska       | 2:6, 6:4, [10:1]  |
| 10. | 20. Juni 2010      | ’s-Hertogenbosch           | WTA International | Rasen             | Anastasia Rodionova          | Vania King Jaroslawa Schwedowa             | 3:6, 6:3, [10:8]  |
| 11. | 19. Februar 2011   | Memphis                    | WTA International | Hartplatz (Halle) | Wolha Hawarzowa              | Andrea Hlaváčková Lucie Hradecká           | 6:3, 4;6, [10:8]  |
| 12. | 12. Juni 2011      | Birmingham                 | WTA International | Rasen             | Wolha Hawarzowa              | Sara Errani Roberta Vinci                  | 1:6, 6:1, [10:5]  |
| 13. | 27. Oktober 2012   | Saguenay                   | ITF $50.000       | Hartplatz (Halle) | Gabriela Dabrowski           | Sharon Fichman Marie-Ève Pelletier         | 6:2, 6:2          |
| 14. | 3. November 2012   | Toronto                    | ITF $50.000       | Hartplatz (Halle) | Gabriela Dabrowski           | Eugenie Bouchard Jessica Pegula            | 6:2, 7:62         |
| 15. | 26. Januar 2013    | Eilat                      | ITF $10.000       | Hartplatz         | Raluca Olaru                 | Ilona Kremen Pemra Özgen                   | 6:3, 6:3          |
| 16. | 1. Februar 2013    | Eilat                      | ITF $75.000       | Hartplatz         | Elina Switolina              | Corinna Dentoni Aljaksandra Sasnowitsch    | 6:1, 6:3          |
| 17. | 10. März 2013      | Irapuato                   | ITF $25.000       | Hartplatz         | Olha Sawtschuk               | Aleksandra Krunić Amra Sadikovic           | 4:6, 6:2, [10:6]  |
| 18. | 15. September 2013 | Québec                     | WTA International | Teppich (Halle)   | Anastasia Rodionova          | Andrea Hlaváčková Lucie Hradecká           | 6:4, 6:3          |
| 19. | 4. Januar 2014     | Brisbane                   | WTA Premier       | Hartplatz         | Anastasia Rodionova          | Kristina Mladenovic Galina Woskobojewa     | 6:3, 6:1          |
| 20. | 22. Februar 2014   | Dubai                      | WTA Premier       | Hartplatz         | Anastasia Rodionova          | Raquel Kops-Jones Abigail Spears           | 6:2, 5:7, [10:8]  |
| 21. | 12. Oktober 2014   | Tianjin                    | WTA International | Hartplatz         | Anastasia Rodionova          | Sorana Cîrstea Andreja Klepač              | 6:76, 6:2, [10:8] |
| 22. | 8. April 2017      | Jackson                    | ITF $25.000       | Sand              | Anna Zaja                    | Alexa Guarachi Ronit Yurovsky              | 6:2, 6:0          |
| 23. | 24. Juni 2017      | Ilkley                     | ITF $100.000      | Rasen             | Anna Blinkowa                | Paula Kania Maryna Zanevska                | 6:1, 6:4          |
| 24. | 8. April 2018      | Charleston                 | WTA Premier       | Sand              | Katarina Srebotnik           | Andreja Klepač María José Martínez Sánchez | 6:3, 6:3          |

## Abschneiden bei Grand-Slam-Turnieren

### Einzel
| Turnier         | 2006 | 2007 | 2008 | 2009 | 2010 | 2011 | 2012 | 2013 | 2014 | 2015 | 2016 | 2017 | Karriere |
| --------------- | ---- | ---- | ---- | ---- | ---- | ---- | ---- | ---- | ---- | ---- | ---- | ---- | -------- |
| Australian Open | Q1   | 2    | 1    | 1    | 2    | 1    | 1    | Q1   | 2    | 1    | Q1   | —    | 2        |
| French Open     | Q1   | 3    | 1    | 2    | 1    | 1    | Q1   | Q3   | Q1   | Q1   | —    | Q1   | 3        |
| Wimbledon       | Q1   | 1    | AF   | 1    | 2    | 1    | Q1   | Q2   | 1    | Q1   | Q1   | Q2   | AF       |
| US Open         | Q1   | 1    | 1    | 1    | 1    | 3    | 1    | Q1   | 2    | Q3   | Q1   | Q2   | 3        |

Zeichenerklärung: S = Turniersieg; F, HF, VF, AF = Einzug ins Finale / Halbfinale / Viertelfinale / Achtelfinale; 1, 2, 3 = Ausscheiden in der 1. / 2. / 3. Hauptrunde; Q1, Q2, Q3 = Ausscheiden in der 1. / 2. / 3. Runde der Qualifikation; n. a. = nicht ausgetragen

### Doppel
| Turnier         | 2007 | 2008 | 2009 | 2010 | 2011 | 2012 | 2013 | 2014 | 2015 | 2016 | 2017 | 2018 | 2019 | 2020  | Karriere |
| --------------- | ---- | ---- | ---- | ---- | ---- | ---- | ---- | ---- | ---- | ---- | ---- | ---- | ---- | ----- | -------- |
| Australian Open | 2    | 2    | 2    | 2    | AF   | VF   | 1    | 1    | AF   | VF   | —    | 2    | —    | —     | VF       |
| French Open     | 2    | 1    | 1    | AF   | 2    | 1    | AF   | 1    | 2    | 1    | 2    | 1    | —    | —     | AF       |
| Wimbledon       | 1    | AF   | AF   | AF   | 2    | 1    | 1    | VF   | AF   | 2    | 1    | 1    | —    | n. a. | VF       |
| US Open         | 1    | 1    | AF   | 2    | AF   | 1    | 2    | AF   | VF   | AF   | 2    | —    | —    | AF    | VF       |

### Mixed
| Turnier         | 2010 | 2011 | 2012 | 2013 | 2014 | 2015 | 2016 | 2017 | 2018 | Karriere |
| --------------- | ---- | ---- | ---- | ---- | ---- | ---- | ---- | ---- | ---- | -------- |
| Australian Open | —    | —    | —    | —    | —    | 1    | AF   | —    | —    | AF       |
| French Open     | —    | 1    | 1    | —    | 1    | 1    | AF   | 1    | AF   | AF       |
| Wimbledon       | 1    | 2    | VF   | —    | 1    | 1    | VF   | 1    | —    | VF       |
| US Open         | —    | —    | —    | —    | AF   | AF   | AF   | —    | —    | AF       |

## Weltranglistenpositionen am Saisonende
| Jahr   | 2003 | 2004 | 2005 | 2006 | 2007 | 2008 | 2009 | 2010 | 2011 | 2012 | 2013 | 2014 | 2015 | 2016 | 2017 | 2018 | 2019 | 2020 |
| ------ | ---- | ---- | ---- | ---- | ---- | ---- | ---- | ---- | ---- | ---- | ---- | ---- | ---- | ---- | ---- | ---- | ---- | ---- |
| Einzel | 847  | 809  | 216  | 138  | 90   | 71   | 90   | 61   | 104  | 208  | 176  | 98   | 170  | 138  | 351  | 681  | -    | -    |
| Doppel | -    | 346  | 210  | 115  | 56   | 49   | 33   | 41   | 39   | 73   | 31   | 18   | 29   | 25   | 71   | 54   | -    | 341  |